# Uhliská (Czerwony Klasztor)
Uhliská (600 m n.p.m., dawniej na polskich mapach jako Węgliska) – szczyt w Magurze Spiskiej na Słowacji, często zaliczany jednak do Pienin. Jego północne stoki należą do Pienińskiego Parku Narodowego (PIENAP).
Uhliská wznoszą się po południowej stronie Czerwonego Klasztoru. Stoki wschodnie opadają do Doliny św. Antoniego, która płynie potok Lipnik, stoki zachodnie do doliny potoku Havka w Lechnicy, północne do doliny Dunajca. W kierunku południowym ciągnie się grzbiet Magury Spiskiej z licznymi kulminacjami. Najbliżej Uhlisk znajduje się wierzchołek 623 m.
Uhliská są porośnięte lasem, ale po ich południowej stronie (poza granicami PIENAP-u) jest duża polana zbiegająca od grzbietu aż do doliny Lipnika. Jest na niej wyciąg narciarski. Na szczycie Uhlisk zamontowano maszt przekaźników telekomunikacyjnych.